# Ora et labora
 Ovo je glavno značenje pojma Ora et labora. Za druga značenja pogledajte Ora et labora (album).
Ora et labora (prevedeno: »Moli i radi«) latinska je poslovica ili moto koja u potpunosti glasi: Ora et labora, Deus adest sine mora. (hrv. »Moli i radi, Bog je tu [tj. Bog pomaže] bez otezanja [odmah].«), a potječe iz tradicije benediktinaca u srednjem vijeku. 
Latinski glagol labora znači ‘naporno raditi’, ‘trpjeti’, ‘bolovati od’, ‘truditi se’, ‘naprezati se’. 
Ora et labora, dakle, znači da se život sastoji od molitve i rada. Po tome se benediktinci razlikuju od ostalih crkvenih redova koji put do Boga vide isključivo kroz kontemplativni život u meditaciji i razmatranju. Time se želi naglasiti da do Boga ne vodi samo život ispunjen kontemplacijom već i radom i patnjom. 
Iako moto Ora et labora vrijedi kao način života u svim benediktinskim samostanima do danas, ipak ga se ne nalazi u pravilima života benediktinskog reda (Regula Benedicti) koji je napisao osnivač benediktinaca sv. Benedikt. 